# Todo Mundo Vai Sofrer
"Todo Mundo Vai Sofrer" é uma canção da cantora e compositora brasileira Marília Mendonça, parte do EP Todos os Cantos Vol. 2, lançado em 2019 pela gravadora Som Livre.

## Composição
Assim como todas as canções do projeto Todos os Cantos, "Todo Mundo Vai Sofrer" não é uma música autoral. Seus compositores são Diego Silveira, Junior Gomes, Lari Ferreira e Renno Poeta. A canção é um sertanejo com influência de bachata que descreve o sofrimento de alguém que não foi desejado pela pessoa que ama.
Na época de lançamento de "Todo Mundo Vai Sofrer", os jornalistas Braulio Lorentz e Rodrigo Ortega associaram a construção da música com o poema "Quadrilha", de Carlos Drummond de Andrade, e que a estrutura da canção "certinha" lembrava alguns hits sertanejos da década de 1990.

## Gravação
A canção foi gravada ao vivo em 24 de abril de 2019, na Praça Fábio Marques Paracat, em Boa Vista, capital de Roraima. A apresentação ocorreu durante a noite, após a cantora entregar panfletos pelo centro da cidade e ter conversado com fãs.

## Lançamento e recepção
"Todo Mundo Vai Sofrer" foi lançada em maio de 2019 como parte do EP Todos os Cantos Vol. 2. Apesar de não ter sido lançada como single, encabeçou o registro de três faixas e se tornou imediatamente um dos maiores sucessos da carreira da cantora. A música foi a mais tocada nos streamings brasileiros em junho e julho de 2019, e a música da cantora mais tocada no Spotify naquele ano depois de "Bebi Liguei". Apesar disso, "Todo Mundo Vai Sofrer" já era, em 2019, a música mais tocada de uma artista feminina brasileira na plataforma, ficando mais de 79 dias no topo das mais ouvidas e superando um recorde anterior da cantora Anitta com a canção "Paradinha".
A versão em vídeo da canção alcançou mais de 19 milhões de visualizações em cerca de 7 dias e 100 milhões de visualizações em cerca de um mês.
Em setembro de 2019, MC Kitinho, MC GW e MC Levin lançaram o single "Beat Todo Mundo Vai Sofrer", com trecho do refrão da canção de Marília.

## Prêmios e indicações
A canção foi premiada na categoria Música do Ano do Prêmio Contigo! Online 2019. Também recebeu indicação a Música do Ano no Prêmio Multishow de Música Brasileira 2019.

## Legado
"Todo Mundo Vai Sofrer" se tornou um dos maiores – senão o maior sucesso da carreira de Marília Mendonça. A canção ganhou destaque novamente com a morte da cantora em novembro de 2021, especialmente pelo seu título. Na ocasião, a canção foi lembrada como um dos maiores momentos de sua carreira. Alguns artistas fizeram covers da canção, entre eles Anitta. No velório de Marília, "Todo Mundo Vai Sofrer" foi a música escolhida para o transporte do corpo do Goiânia Arena até ao cemitério.
Um dia antes da morte de Marília, "Todo Mundo Vai Sofrer" fez parte do teaser da série Só Se For Por Amor, da Netflix.

## Certificações e vendas
| Região                                                        | Certificação | Unidades/vendas |
| ------------------------------------------------------------- | ------------ | --------------- |
| Brasil (PMB)                                                  | 6× Diamante  | - 1.800.000‡    |
| ‡vendas+valores de streaming baseados somente na certificação |              |                 |